# 3-я дивизия (Канада)
3-я канадская дивизия (англ. 3rd Canadian Division, фр. 3e Division du Canada) — формирование Сухопутных войск Канады, ответственное за операции в канадских провинциях Манитоба, Саскачеван, Альберта и Британская Колумбия. Современное командование было создано в 1991 году как Западный округ сухопутных войск (англ. Land Force Western Area). В 2013 году оно было переименовано в 3-ю канадскую дивизию. Дивизия ведёт свою историю от формирований, участвовавших в Первой и Второй мировых войнах.
Впервые 3-я канадская дивизия сформирована как часть Канадского экспедиционного корпуса во время Первой мировой войны. После войны дивизия была расформирована и снова мобилизована как 3-я кана́дская пехо́тная диви́зия (англ. 3rd Canadian Infantry Division) во время Второй мировой войны.

## Вторая мировая война
Создание дивизии было одобрено 17 мая 1940 г. При этом бригада и штаб дивизии были сформированы лишь 5 сентября, а первый командир дивизии был назначен 26 октября того же года.
Пока формировались части дивизии, в составе Сил Зед в Исландию был отправлен Оттавский Кэмеронский шотландский полк. Его батальон провёл там зиму 1940—1941, а оттуда отправился в Великобританию. 8-я и 9-я канадские пехотные бригады этой дивизии начали погрузку на борт уже 1 июля 1941 г. и прибыли в Великобританию в конце месяца. 7-я канадская пехотная бригада погрузилась в августе и прибыла в начале сентября. После прибытия дивизия провела три непримечательных года в гарнизоне, занимаясь тренировкой, прежде чем приняла участие в атакующей высадке на Пляже Джуно в Нормандии в составе 2-й британской армии, а затем присоединилась к новой 1-й канадской армии. К боевым отличиям относятся Кан, Фалез, захват портов на Ла-Манше, Брескенсский котёл и окончательные наступления 1945 года. В ходе битвы на Шельде генерал Бернард Монтгомери прозвал 3-ю канадскую пехотную дивизию «Водяными крысами» в знак того, что они сражались в плохих природных условиях как при высадке в Нормандии, так и в затопленном Брескенсском котле.

## Современная структура

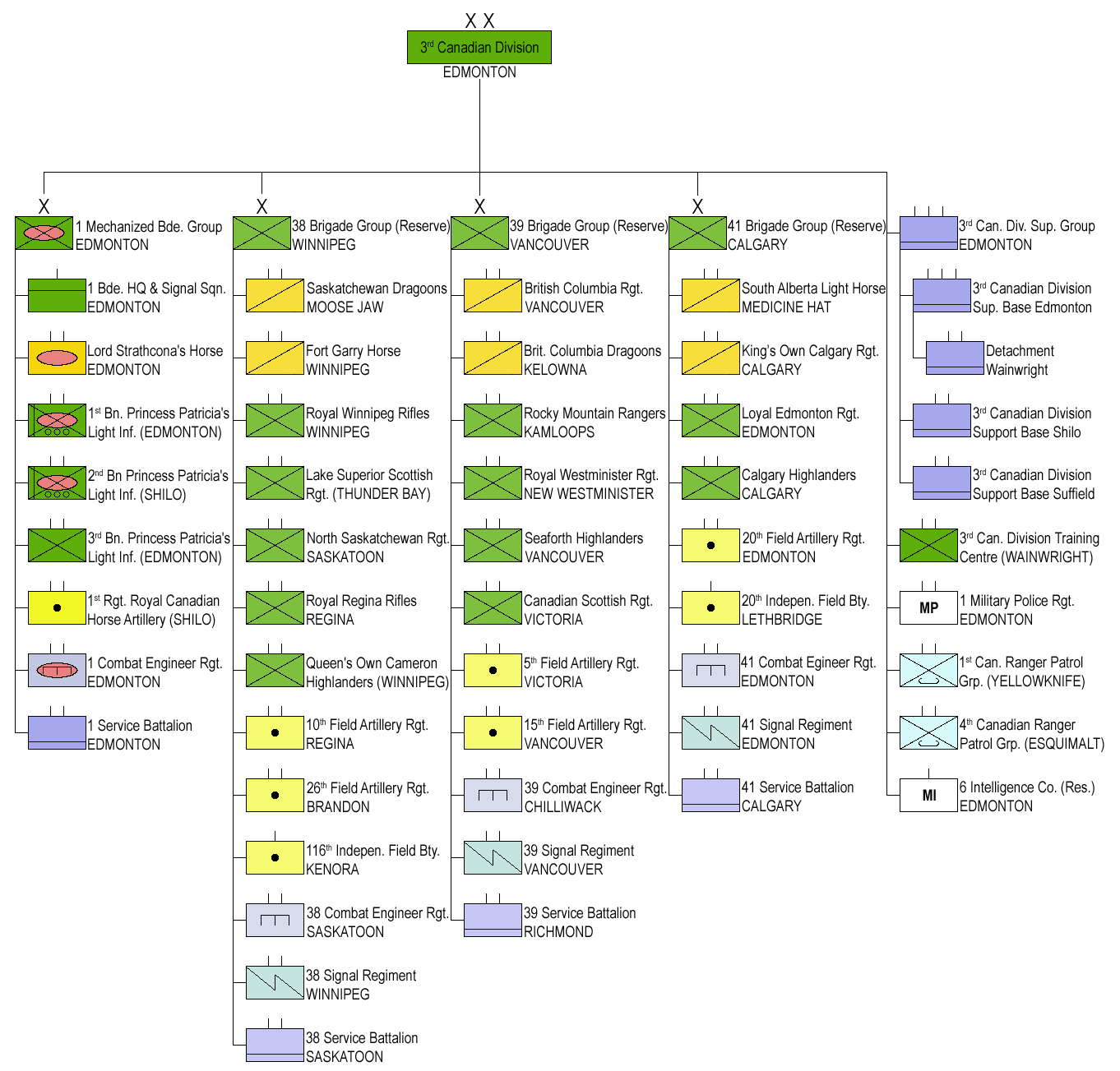
Структура 3-й канадской дивизии

3-я канадская дивизия включает в себя десять основных формирований, управляемых из штаб-квартиры дивизии на базе «Эдмонтон», провинция Альберта.

### 1-я механизированная бригада
| Подразделение                                           |                         | Локация  |
| ------------------------------------------------------- | ----------------------- | -------- |
| Штаб и батальон связи                                   |                         | Эдмонтон |
| Конный полк лорда Страткона (королевские канадцы)       | Танковые войска         | Эдмонтон |
| 1-й батальон Канадской лёгкой пехоты принцессы Патрисии | Механизированная пехота | Эдмонтон |
| 2-й батальон Канадской лёгкой пехоты принцессы Патрисии | Механизированная пехота | Шило     |
| 3-й батальон Канадской лёгкой пехоты принцессы Патрисии | Лёгкая пехота           | Эдмонтон |
| 1-й королевский канадский конноартиллерийский полк      | Артиллерия              | Шило     |
| 1-й инженерный полк                                     | Инженерные войска       | Эдмонтон |
| 1-й батальон обслуживания                               | тыловое обеспечение     | Эдмонтон |

### 38-я резервная бригада
| Подразделение                                          | Тип                 | Локация                                  |
| ------------------------------------------------------ | ------------------- | ---------------------------------------- |
| Штаб 38-й бригады                                      |                     | Виннипег                                 |
| Саскачеванский драгунский полк                         | войсковая разведка  | Мус-Джо                                  |
| Фортгаррийский конный полк                             | войсковая разведка  | Виннипег                                 |
| Королевский виннипегский стрелковый полк               | лёгкая пехота       | Виннипег                                 |
| Верхнеозёрный шотландский полк                         | лёгкая пехота       | Тандер-Бей                               |
| Северосаскачеванский полк                              | лёгкая пехота       | Саскатун и Принс-Альберт                 |
| Королевский реджайнский стрелковый полк                | лёгкая пехота       | Реджайна                                 |
| Собственный Её Величества кэмеронский хайлендский полк | лёгкая пехота       | Виннипег                                 |
| 10-й артиллерийский полк                               | артиллерия          | Реджайна и Йорктон                       |
| 26-й артиллерийский полк                               | артиллерия          | Брандон и Портидж-ла-Прери               |
| 116-я отдельная артиллерийская батарея                 | артиллерия          | Кенора                                   |
| 38-й инженерный полк                                   | инженерные войска   | Виннипег, Саскатун                       |
| 38-й полк связи                                        | войска связи        | Саскатун, Виннипег, Реджайна, Тандер-Бей |
| 38-й батальон обслуживания                             | тыловое обеспечение | Виннипег, Саскатун, Реджайна, Тандер-Бей |

### 39-я резервная бригада
|                                       |                     | Локация                      |
| ------------------------------------- | ------------------- | ---------------------------- |
| Штаб 39-й бригады                     |                     | Ванкувер                     |
| Британскоколумбийский полк            | войсковая разведка  | Ванкувер                     |
| Британскоколумбийский драгунский полк | войсковая разведка  | Келоуна и Вернон             |
| Скалистогорный рейнджерский полк      | лёгкая пехота       | Камлупс и Принс-Джордж       |
| Королевский уэстминстерский полк      | лёгкая пехота       | Нью-Уэстминстер и Ольдергров |
| Сифортский хайлендский полк Канады    | лёгкая пехота       | Ванкувер                     |
| Канадский шотландский полк            | лёгкая пехота       | Виктория, Нанаймо и Комокс   |
| 5-й артиллерийский полк               | артиллерия          | Виктория и Нанаймо           |
| 15-й артиллерийский полк              | артиллерия          | Ванкувер и Ольдергров        |
| 39-й инженерный полк                  | инженерные войска   | Ванкувер, Чилливак и Трейл   |
| 39-й полк связи                       | войска связи        | Ванкувер                     |
| 39-й батальон обслуживания            | тыловое обеспечение | Ричмонд и Виктория           |

### 41-я резервная бригада
|                                              |                     | Локация                     |
| -------------------------------------------- | ------------------- | --------------------------- |
| Штаб 41-й бригады                            |                     | Калгари                     |
| Лоялистский эдмонтонский полк                | лёгкая пехота       | Эдмонтон и Йеллоунайф       |
| Калгарийский хайлендский полк                | лёгкая пехота       | Калгари                     |
| Южноальбертский лёгкий конный полк           | войсковая разведка  | Эдмонтон и Медисин-Хат      |
| Собственный Его Величества калгарийский полк | войсковая разведка  | Калгари                     |
| 20-й артиллерийский полк                     | артиллерия          | Эдмонтон и Ред-Дир          |
| 20-я отдельная артиллерийская батарея        | артиллерия          | Летбридж                    |
| 41-й инженерный полк                         | инженерные войска   | Калгари и Эдмонтон          |
| 41-й полк связи                              | войска связи        | Калгари, Эдмонтон и Ред-Дир |
| 41-й батальон обслуживания                   | тыловое обеспечение | Калгари и Эдмонтон          |

### Прочее
| Название                                   | Локация    |
| ------------------------------------------ | ---------- |
| База материального обеспечения             | Эдмонтон   |
| База поддержки                             | Шило       |
| База поддержки                             | Саффилд    |
| Учебный центр 3-й канадской дивизии        | Уэйнрайт   |
| 1-й полк военной полиции                   | Эдмонтон   |
| 1-я патрульная группа Канадских рейнджеров | Йеллоунайф |
| 4-я патрульная группа Канадских рейнджеров | Эсквимальт |
| 6-я рота военной разведки (резерв)         | Эдмонтон   |